# Túnel de Arufe
O Túnel de Arufe situa-se junto ao povoado de Arufe, freguesia de Rebordainhos, Portugal.
É o maior túnel da Linha do Tua, mas está desactivado desde 1992. Fazia ligação entre as estações de Rossas e de Sortes.